# John Stubbs
John Stubbs (auch John Stubbe; * um 1543; † 1591) war ein englischer  Autor politischer Schriften und Kommentare während der elisabethanischen Ära. Ihm, wie seinem Verleger, wurde im Namen der Krone die rechte Hand abgeschlagen.

## Leben
John Stubbs wurde in der Grafschaft Norfolk geboren und erhielt eine Ausbildung am Trinity College in Cambridge. Nach dem Studium in Lincoln’s Inn lebte er in Thelveton in der Grafschaft Norfolk. Er war der Schwager des Erzpuritaners Thomas Cartwright, der seine Schwester Alice heiratete.
John Stubbs heiratete Anne de Vere († 1617), Witwe von Christopher Shernborne († 7. Juli 1575) und Tochter von Aubrey de Vere, dem zweiten Sohn von John de Vere, 15th Earl of Oxford, dem ersten protestantischen Earl of Oxford und im Volksmund als „der gute Graf“ bekannt. Stubbs Frau Anne war eine Brownistin.

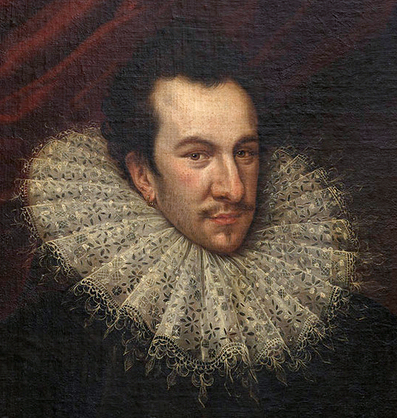
Der Freier von Königin Elisabeth, Prinz François de France

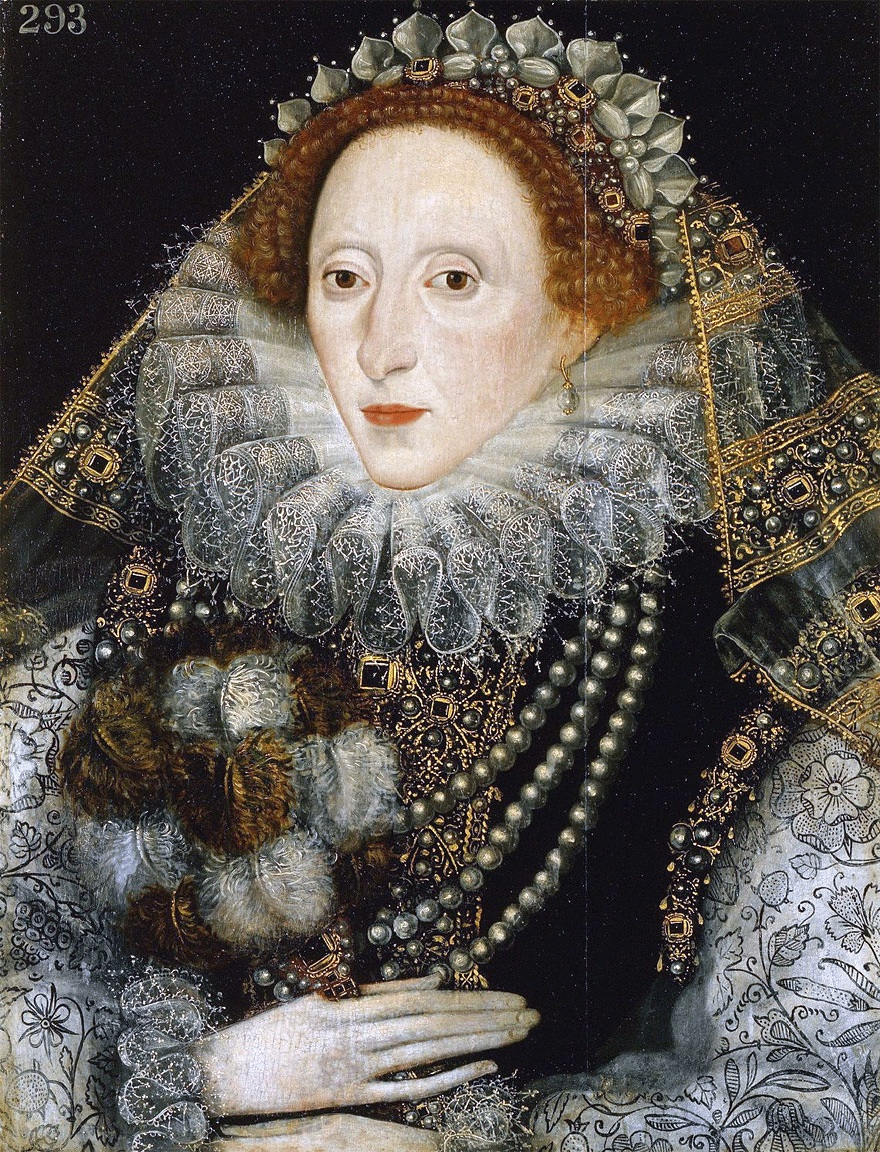
Königin Elisabeth um 1580

John Stubbs war ein engagierter Puritaner und als solcher widersetzte er sich der Aushandlung einer Ehe zwischen der protestantischen Königin Elisabeth I. Tudor und dem katholischen Prinzen François de France, duc d’Alençon, dem jüngsten Bruder des französischen Königs Heinrich III. aus dem Hause Valois-Angoulême. Die Heirat zwischen ihm und Elisabeth I. wurde 1572 im Rahmen der Verhandlungen zwischen England und Frankreich vorgeschlagen, um die Macht Spaniens zu brechen. Zwischen 1579 und 1581 warb er erneut um die Königin, obwohl er erst 24 und sie 46 Jahre alt war.

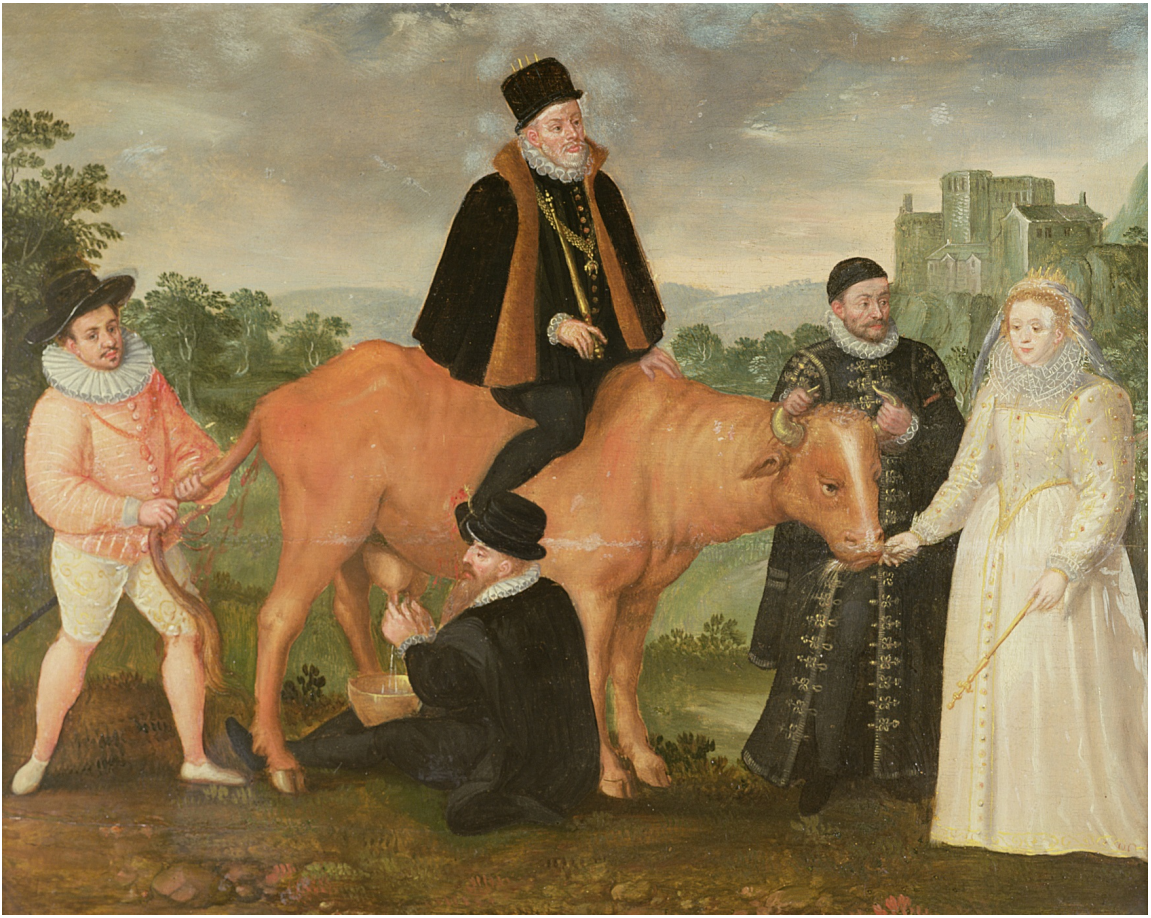
Satirisches flämisches Gemälde, die Kuh repräsentiert die niederländischen Provinzen, Philipp II. von Spanien versucht vergeblich, die Kuh zu reiten, wobei er mit seinen Sporen Blut vergießt. Elisabeth I. von England füttert sie, während Wilhelm von Oranien sie an den Hörnern festhält. Die Kuh kotet auf François de France, der ihren Schwanz festhält. Toronto Public Library, um 1586

1579 veröffentlichte John Stubbs das Pamphlet The Discovery of a Gaping Gulf Wherinto England is Like to Be Swallowed by Another French Marriage if the Lord Forbid Not the Banns by Letting Her Majesty See the Sin and Punishment Thereof in dem er offen die Heiratspläne der Königin kritisierte. England würde zu einem Tummelplatz für gefährliche Agenten der Katholischen Liga werden, wie der Königin von Frankreich Caterina de’ Medici, die das Massaker gegen die Hugenotten in der Bartholomäusnacht 1572 inszeniert hatte und sich mit „vertrauten Geistern“ umgab, die ihr jeden Wunsch gegen die Protestanten erfüllten. In einer besonders undiplomatischen Passage schreibt Stubbs: „Wenn Paulus von unmoralische Verbindungen spricht, vergleicht er sie mit dem ungleichen Anspannen des reinen Ochsen mit dem unreinen Esel, was im Gesetz verboten ist“. Stubbs schrieb, er wolle die Meinungsfreiheit verteidigen, die mit der Reformation und dem Protestantismus verbunden sei. Elizabeth sei mit 46 Jahren zu alt, um Kinder zu haben, und daher gäbe es keine Notwendigkeit für eine Ehe. Er argumentierte, dass englische Werte, Bräuche, Sprache und Moral durch eine so enge Beziehung zur französischen Monarchie untergraben würden. Die vorgeschlagene Ehe könnte zur Wiedereinführung des Katholizismus in England führen, und dieser Glaube, stelle das diametrale Gegenteil von Freiheit dar.
Doch die Königin und ihr Privy Council tolerierten kein Dissent, die Weitergabe der Flugschrift wurde verboten und sie wurde öffentlich verbrannt in Stationer’s Hall. John Stubbs, der Verleger William Page und sein Drucker Hugh Singleton wurden in Westminster vor Gericht gestellt; wegen aufrührerischen Schriften für schuldig befunden und verurteilt. Ihnen sollte die rechten Hände mit einem Hackmesser abgeschnitten werden, das von einem Holzhammer durch das Handgelenk getrieben wurde. Ursprünglich hatte Königin Elizabeth die Todesstrafe befürwortet, wurde jedoch von Berater John Jovey überredet, sich für die geringere Strafe zu entscheiden. Der Drucker wurde später begnadigt, aber im Fall von John Stubbs und seinem Verleger sollte das Urteil vollstreckt werden. Kurz vor seiner öffentlichen Verstümmelung ließ John Stubbs ein Wortspiel fallen: Pray for me now my calamity is at hand! (deutsch: Betet für mich, jetzt, da mein Unglück naht!)

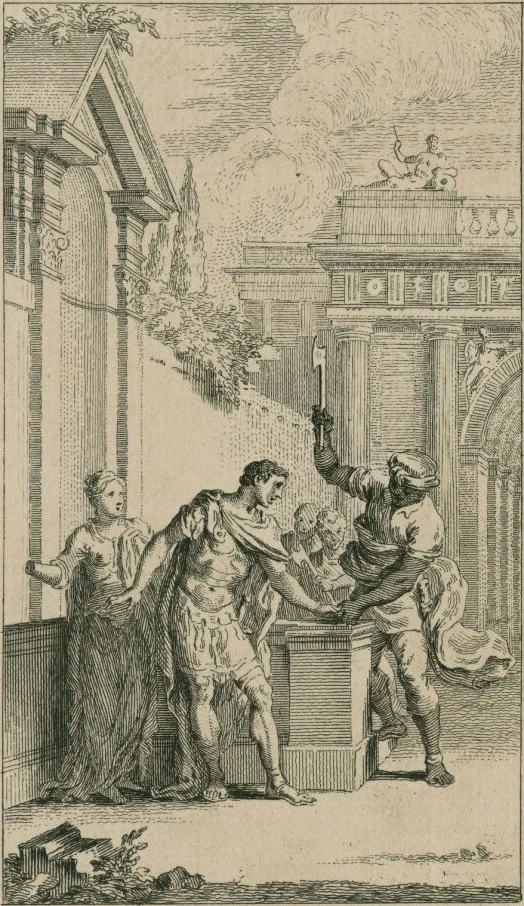
Gravelots Gravelots Illustration des Abgeschlagens der Hand von Titus durch Aaron in Akt 3, Szene 1; gestochen von Gerard Van der Gucht, (1740)

Am 3. November 1579 wurde ihnen auf dem Marktplatz von Westminster die rechte Hand abgehackt. Nachdem John Stubbs seine rechte Hand abschlagen worden war, geschwenkt er noch mit der linken seinen Hut und rief God Save the Queen (deutsch: Gott rette die Königin), um seine Treue und Loyalität zur Krone zu beteuern, bevor er in Ohnmacht fiel. Nachdem dem Verleger William Page die Hand abgehackt war, hob dieser seine blutige Hand auf und sprach die Worte: Ich habe dort die Hand eines echten Engländers gelassen. (englisch: I left there a true Englishman's hand). Stubbs wurde anschließend für achtzehn Monate inhaftiert.
Nach seiner Entlassung aus dem Gefängnis wirkte John Stubbs weiter und veröffentlichte neue politische Pamphlete, ein Beispiel ist seine Erwiderung auf Kardinal William Allens „Verteidigung der englischen Katholiken“. 
Trotz seiner Verstümmelung blieb er ein loyales Subjekt der Krone und diente Königin Elisabeth für Great Yarmouth im Unterhaus des englischen Parlament von 1589 als Mitglied.
John Stubbs starb 1591 und wurde mit militärischen Ehren an der Küste von Le Havre in Frankreich beigesetzt, wohin er sich offenbar als Freiwilliger für die Armee von Heinrich von Navarra begeben hatte.
„Titus Andronicus“ ist dem Jahr 1579 gewidmet.